# Marsanne, Drôme
Marsanne là một xã thuộc tỉnh Drôme trong vùng Auvergne-Rhône-Alpes đông nam nước Pháp. Xã Marsanne, Drôme nằm ở khu vực có độ cao trung bình 309 mét trên mực nước biển.
Đây là nơi sinh của Émile Loubet (1838-1929), tổng thống thứ 7 của Pháp.